# G3 (hudební uskupení)

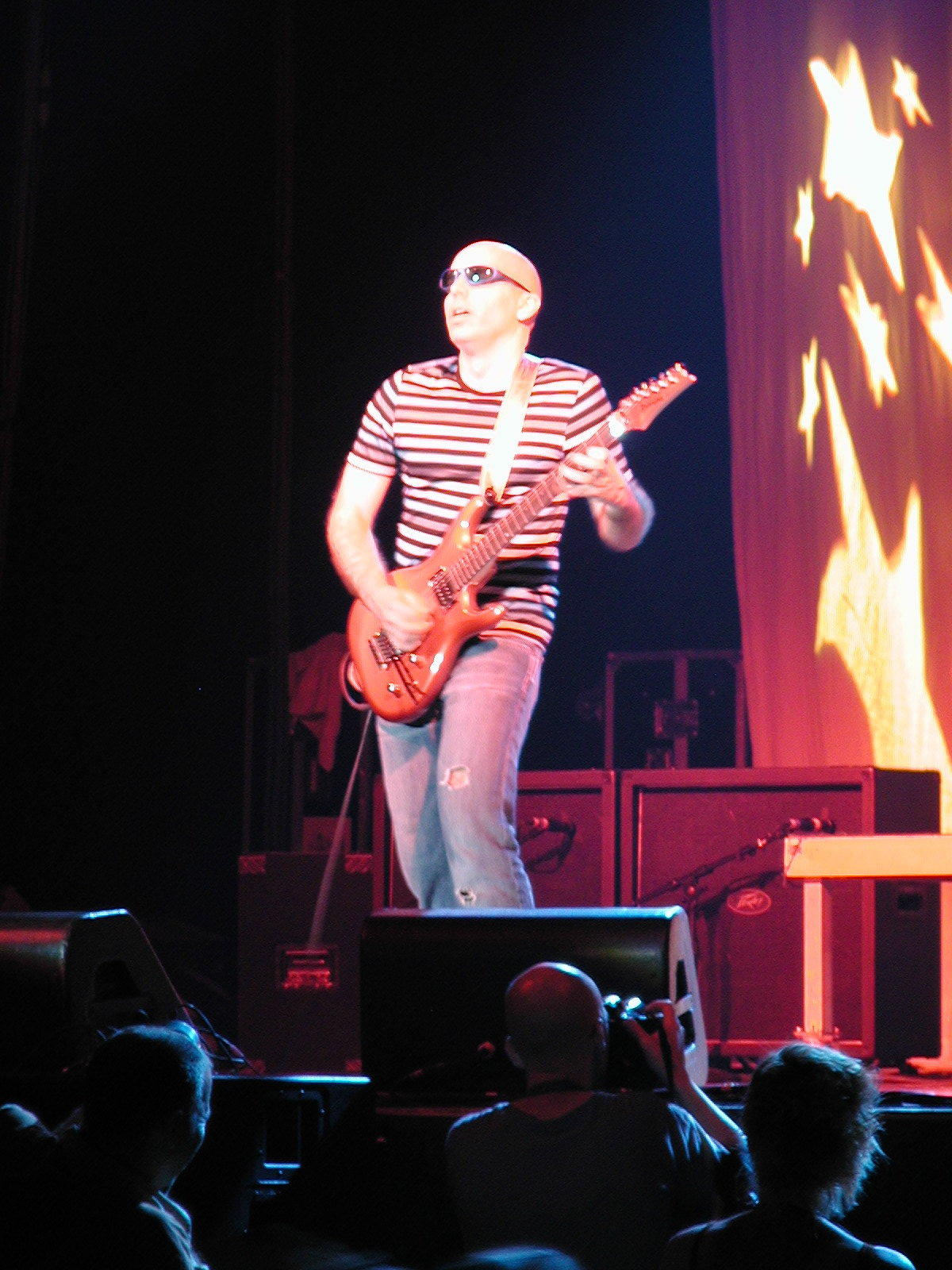
Joe Satriani na koncertě G3 v Miláně v roce 2004.

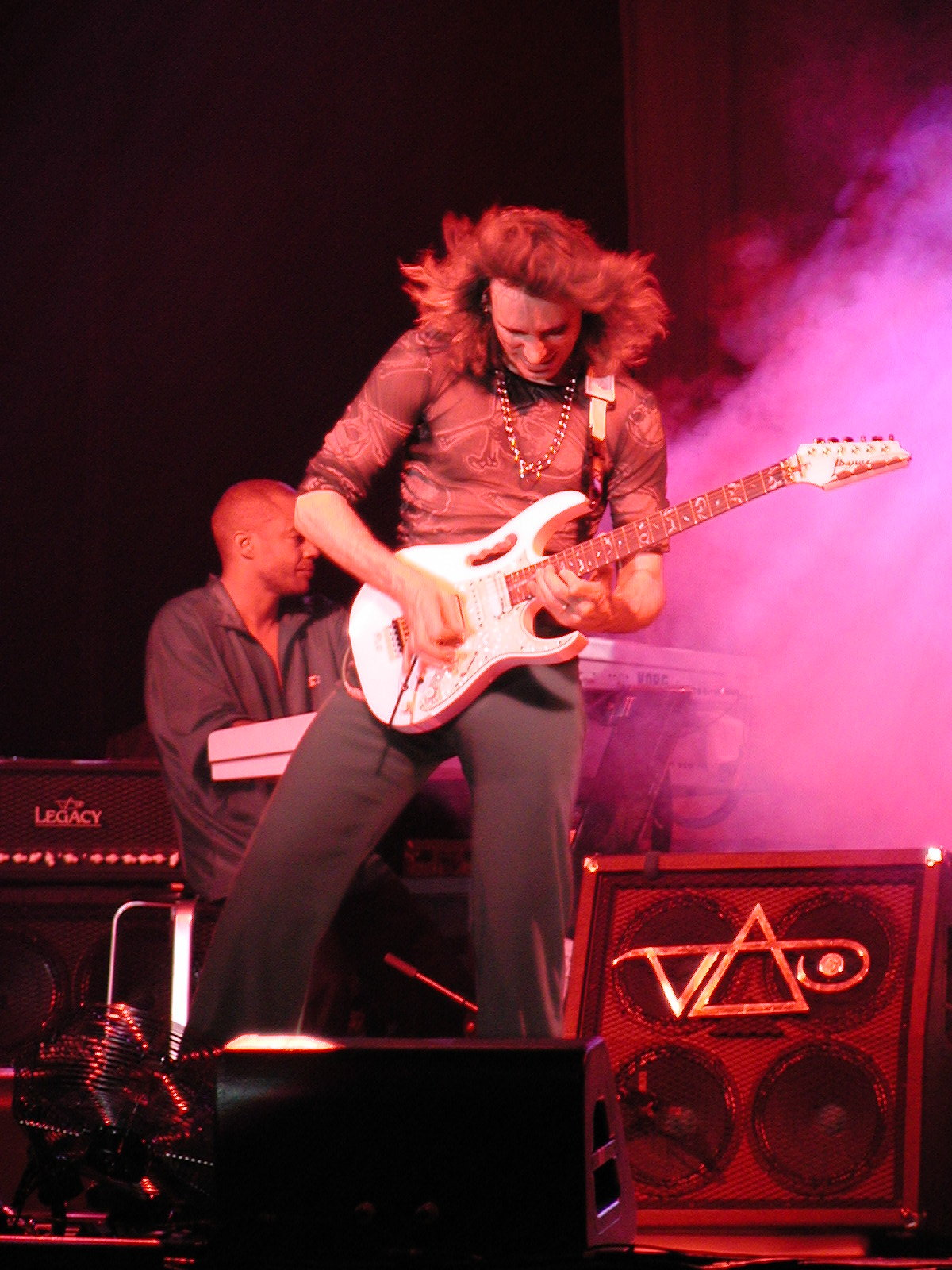
Steve Vai na koncertě G3 v Miláně v roce 2004.

G3 je příležitostné hudební uskupení, které vystupuje na koncertních turné. Název je odvozen od základní filozofie sestavy formace tří (3) kytaristů (G). Autorem projektu je kytarista Joe Satriani.
Od jeho počátku v roce 1996 se na vystoupeních projektu G3 zúčastnili: Steve Vai, Eric Johnson, Kenny Wayne Shepherd, Yngwie Malmsteen, John Petrucci, Robert Fripp, Paul Gilbert, Uli Jon Roth, Michael Schenker, Adrian Legg, včetně speciálních hostů jako Tony MacAlpine, Johnny Hiland, Steve Lukather, Steve Morse, Chris Duarte, Andy Timmons, Neal Schon, Gary Hoey, Brian May, Billy Gibbons, Johnny A, George Lynch, Patrick Rondat, Eric Sardinas a Al Di Meola.

## Statistiky G3

### Účast členů hudebních skupin
Na koncertních turné G3 se zúčastnili po dvou členové skupin Dream Theater, Mr. Big, Scorpions a Racer X byli to: John Petrucci (kytara) a Mike Portnoy (bicí) (2001, 2002, 2005, 2006 a 2007), Paul Gilbert (kytara) (2001, 2002 a 2007) a Billy Sheehan (basová kytara) (2001, 2002, 2003, 2004, 2005 & 2006), Michael Schenker a Uli Jon Roth (oba kytary - 1998), a Paul Gilbert a Bruce Bouillet (oba kytary - 2007).

### Vícenásobná účast kytaristů
S Joe Satrianim je nejstabilnějším členem formace Steve Vai, krom nich se vystoupení víckrát zúčastnili:
- John Petrucci - 6krát
- Paul Gilbert - 3krát
- Eric Johnson - 4krát
- Robert Fripp - 2krát

### Členové kytarové trojky na turné
- 1996 (Severní Amerika): Joe Satriani, Steve Vai, Eric Johnson
- 1997 (Severní Amerika): Joe Satriani, Kenny Wayne Shepherd, Robert Fripp
- 1997 (Evropa): Joe Satriani, Steve Vai, Adrian Legg
- 1998 (Evropa): Joe Satriani, Michael Schenker, Uli Jon Roth
- 2000 (Rentak Rhythm Of Asia) : Joe Satriani, Steve Vai, Eric Johnson
- 2001 (Severní Amerika): Joe Satriani, Steve Vai, John Petrucci
- 2003 (Severní Amerika): Joe Satriani, Steve Vai, Yngwie Malmsteen
- 2004 (Evropa/Jižní Amerika): Joe Satriani, Steve Vai, Robert Fripp
- 2005 (Japonsko): Joe Satriani, Steve Vai, John Petrucci
- 2006 (Jižní Amerika): Joe Satriani, John Petrucci, Eric Johnson
- 2006 (Austrálie): Joe Satriani, Steve Vai, John Petrucci
- 2007 (Severní Amerika): Joe Satriani, John Petrucci, Paul Gilbert
- 2012 (Austrálie/Nový Zéland): Joe Satriani, Steve Vai, Steve Lukather
- 2012 (Evropa): Joe Satriani, Steve Vai, Steve Morse
- 2016 (Itálie) Joe Satriani, Steve Vai, The Aristocrats
- 2018 (Evropa): Joe Satriani, John Petrucci, Uli Jon Roth
- 2018 (Amerika): Joe Satriani, John Petrucci, Phil Collen
- 2024 (USA): Joe Satriani, Steve Vai, Eric Johnson